# Катонго, Кристофер
Кристофер Катонго (англ. Christopher Katongo; 31 августа 1982, Муфулира, Замбия) — замбийский футболист, нападающий. Старший брат Феликса Катонго.

## Биография

### Клубная
Профессиональную карьеру начал в клубе низшего дивизиона замбийского чемпионата «Бутондо Вест Тигерс».
В 1999 году перешёл в клуб второй лиги замбийского чемпионата «Калулуши Модерн Старз».
В 2001 году заключил контракт с клубом высшей лиги чемпионата Замбии «Грин Баффалоз», спонсируемым министерством обороны Замбии. Провёл в клубе 4 сезона. В 2003 году в составе клуба вышел в 1/4 финала Кубка Конфедерации КАФ, что для клуба является наивысшим достижением.
В 2004 году переехал в ЮАР, заключив контракт с клубом высшей лиги чемпионата ЮАР «Джомо Космос». В первый же свой сезон стал лучшим бомбардиром клуба. В следующем сезоне с 12 забитыми мячами стал вторым в списке бомбардиров южноафриканской Премьер-лиги. Перед началом сезона 2006/07 был на просмотре в английском «Уотфорде» и шотландских «Абердине» и «Данди Юнайтед», но ни с одним из этих клубов контракт подписан не был. Проведя в чемпионате 15 игр и забив 15 голов, стал лучшим бомбардиром Премьер-лиги.
В январе 2007 года подписал 4-летний контракт с датским клубом «Брондбю». В составе клуба выиграл Кубок Дании в 2008 году.
С 4 августа 2008 года выступал за клуб немецкой Бундеслиги «Арминия» из Билефельда. Сразу стал игроком основного состава. Дебютировал 16 августа 2008 года в матче против «Вередера». Первый гол в Бундеслиге забил 30 августа 2008 года в ворота «Гамбурга». Сезон 2008/09 команда закончила на последнем месте и выбыла во вторую Бундеслигу. В соревнованиях сезона 2009/10 футболист участвовал в 28 играх, забив 7 мячей. Заняв 7-е место, «Арминия» не смогла вернуться в Бундеслигу.
В июле 2010 года за 500 тысяч евро перешёл в греческий «Ксанти». Сразу же стал игроком основного состава. Его дебют состоялся 27 августа в матче против «Панатинаикоса», закончившемся ничьей 1:1. Впервые отличиться ему удалось 28 ноября, забив гол в ворота «Астерас». Итоговый счёт — победа 2:1. В итоге провёл 28 игр в чемпионате, забив в них 2 гола. «Ксанти» завершила чемпионат девятой.
В июле 2011 Катонго подписал контракт на 2,5 года с клубом Суперлиги Китая «Хэнань Констракшн». В чемпионате играл в 16 играх, забив 2 гола. Клуб финишировал 13-м.

### Сборная Замбии
За сборную Замбии играет с 2003 года. Обладатель Кубка Союза южноафриканских футбольных ассоциаций 2006 года. Участник Кубка африканских наций 2006, 2008 и 2010 годов. Лучший результат — победа в Кубке в 2012 году. На кубке был капитаном сборной своей страны. Его брат, Феликс Катонго, тоже игрок национальной сборной Замбии.

## Достижения
- Кубок Дании: 2007/08
- Кубок африканских наций: Чемпион, 2012
- Лучший игрок КАН: 2012
- Африканский футболист года по версии Би-би-си: 2012